# Кленова Гора
Клено́ва Гора́ (рос. Кленовая Гора, марій. Нӱлмарий) — селище у складі Волзького району Марій Ел, Росія. Входить до складу Обшиярського сільського поселення.

## Населення
Населення — 414 осіб (2010; 419 у 2002).
Національний склад (станом на 2002 рік):
- марі — 60 %